# 豚のダンス
豚のダンス（ぶたのダンス、英：Dancing pigs）とは、コンピュータ利用者（ユーザー）のセキュリティに対する意識や態度を表す言葉である。専門家の発言やIT関連の記事に見られる表現で、多くのユーザーが、セキュリティを考慮せず自身の欲求を満たすための行動をとってしまうことを批判する文脈で用いられる。
豚のダンスによって起こる問題として、セキュリティソフトの警告を無視して動画を見続ける、名前に惹かれて不審なメールに添付されたファイルを開くなどが挙げられる。

## 用例
豚のダンスという表現の起源は、プリンストン大学のエドワード・フェルテン教授の発言とされる。
| 「 | Given a choice between dancing pigs and security, users will pick dancing pigs every time. 豚のダンスとセキュリティのどちらかを選べと言われたら、ユーザーは常に豚のダンスを選ぶだろう。 | 」 |

情報セキュリティの専門家ブルース・シュナイアーも、この表現を用いて批判を述べている。
| 「 | The user's going to pick dancing pigs over security every time. ユーザーはいつもセキュリティより豚のダンスを選ぶ。 | 」 |

| 「 | If J. Random Websurfer clicks on a button that promises dancing pigs on his computer monitor, and instead gets a hortatory message describing the potential dangers of the applet—he's going to choose dancing pigs over computer security any day. If the computer prompts him with a warning screen like: "The applet DANCING PIGS could contain malicious code that might do permanent damage to your computer, steal your life's savings, and impair your ability to have children," he'll click OK without even reading it. Thirty seconds later he won't even remember that the warning screen even existed. ネットサーフィンをしているユーザーが、豚のダンスを表示するボタンをクリックして、そのウェブサイトの危険性を強く警告するメッセージが出現したら、彼らはどんなときでもセキュリティより豚のダンスを選ぶ。警告の内容が「豚のダンスには悪意のあるコードが含まれています。お使いのPCが修復不能な損傷を受けるだけでなく、安全な生活が脅かされ、生殖機能が失われるおそれがあります。視聴を続けますか？」というものだったとしても、彼らは一読もせず「はい」を選び、30秒後には警告が出たことすら覚えていないだろう。 | 」 |

## 実例
豚のダンス、すなわち面白そうなコンテンツのためにセキュリティが軽視される事例は実際に確認されている。
フィッシングに関する実験で、バンク・オブ・ザ・ウェストの偽サイトを22人の被験者に見せたところ、うち20人が偽物だと判断できなかった。トップページにはクマのアニメーションが表示されていたが、被験者の多くはそれを見るために何度も再読み込みをしたほか、「動画を模倣するのは大変だから」とサイトが本物である根拠に挙げる者もいた。